# Drapetis striigifera
Drapetis striigifera är en tvåvingeart som först beskrevs av de Meijere 1911.  Drapetis striigifera ingår i släktet Drapetis och familjen puckeldansflugor. Inga underarter finns listade i Catalogue of Life.